# Tage Nilsson (konstnär)
Ej att förväxla med konstnären Tage E. Nilsson (1918–2016), verksam i Limhamn och på Öland.
Gustaf Tage Nilsson, född 26 februari 1926 i Stockholm, död där 6 juli 1997, var en svensk målare, tecknare och grafiker. 
Han bedrev läroverksstudier och gick sedan Isaac Grünewalds målarskola 1944–1946. Sedan följde studier för André Lhote och Othon Friesz i Paris 1947–1954. Utställningar hade han i Stockholm, Polen och Tyskland. Han var medlem i Konstnärernas riksorganisation och Konstnärsklubben. Tage Nilsson erhöll Stockholms stads kulturstipendium år 1961.
Nilsson är representerad vid bland annat Örebro läns museum och Örebro läns landsting.
Han var värd för radioprogrammet Sommar vid tre tillfällen under 70-talet.
Han var under en period gift med konsthantverkaren Maud Ekstrand Nilsson. 1979–1980 var han gift med författaren Inger Wahlöö. År 1982 gifte han sig för sista gången med Karin Nilsson, tidigare Virtanen.